# Задня мозкова артерія
Задня мозкова артерія (ЗМА) — парні кровоносні судини, постачають кров до задніх відділів головного мозку — його потиличної частки. Вони беруть свій початок поблизу перетину задньої сполучної артерії й базилярної артерії і з'єднуються з іпсілатеральною середньою мозковою артерією (СМА) та внутрішньою сонною артерією задньою сполучною артерією (ЗСА).

## Походження
Розвиток ЗМА в мозку плоду проходить порівняно пізно, й виникає злиття декількох ембріональних судин в районі каудального кінця ЗСА, яка постачає кров'ю середній мозок і проміжний мозок плоду. ЗМА починається як  продовження ЗСА у плода тільки з 10-30 % плодів.

## Структура
Гілки задньої мозкової артерії поділяються на дві групи, гангліонарну (центральну) й кортикальну (периферичну):

### Центральні гілки
- Таламоперфорантні, таламогенікулярні (зоровобугорноколінчасті) або задньо-медіальні гангліонарні гілки: група дрібних артерій, які стартують від початку задньої мозкової артерії: ці, з аналогічними гілочками від задніх сполучних, проходять крізь задню продірявлену речовину, і кровопостачають медіальну поверхню таламуса й стінки третього шлуночка.
- Ніжкові перфорантні або задньо-бічні гангліонарні гілки: дрібні артерії, які починаються від задньої мозкової артерії після того, як вона повертається до ніжки мозку; вони кровопостачають значну частину таламуса.

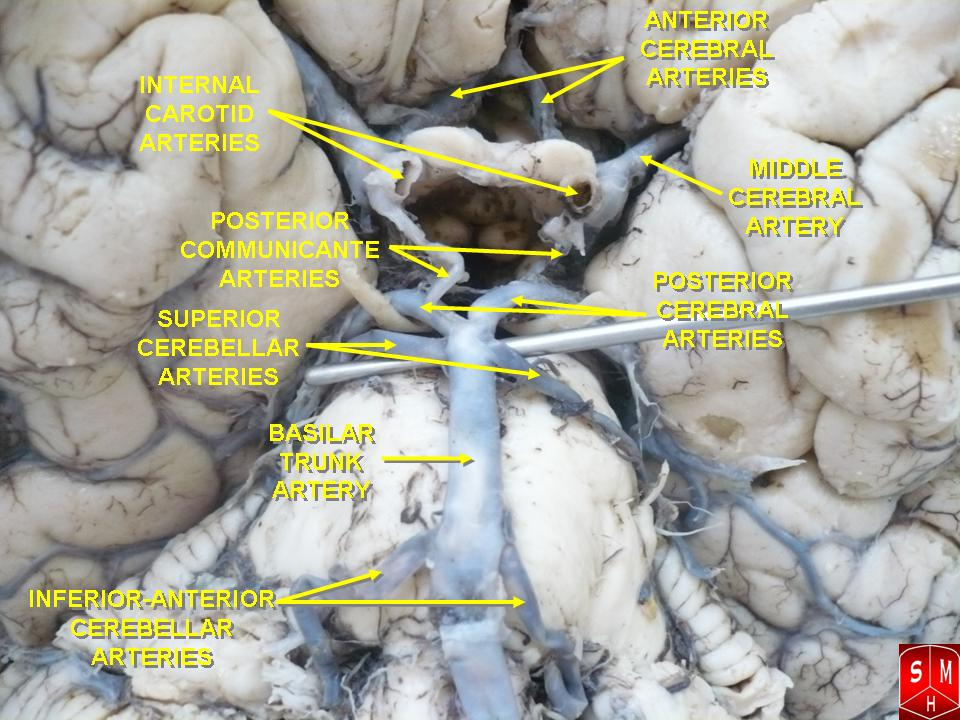
Задня мозкова артерія

### Задні (хоріоідальні) гілки (іноді називають єдиною—задньою хоріоідальною артерією)
Не плутати з передньою хоріоідальною артерією
- Медіальні задні хоріоідальні гілки: відходять допереду від спленіуму (задньої частини мозолистого тіла) і кровопостачають судинний шар (лат. tela chorioidea) третього шлуночка і його судинне сплетення (лат. plexus chorioideus).
- Латеральні задні хоріоідальні гілки: невеликі гілки до 'ніжки мозку, склепіння мозку, таламуса, хвостатого ядра і судинного сплетення латерального шлуночка.[3]

### Кіркові гілки
- Передня скронева, кровопостачає передню частину парагіпокампальної звивини й передню частину веретеноподібної звивини
- Задня скронева, веретеноподібну і нижню скроневу звивини
- Бічні потиличні, розгалужуються на передню, середню й задню нижні скроневі артерії
- Медіальна потилична, дає такі гілки:
  - Шпорну, до клина (лат. cuneus) і язичкової звивини та задньої частини опуклої поверхні потиличної частки
  - Тім'яно-потиличну, до клина та передклиння (лат. cuneus et praecuneus)
- Пластинчаста, або задня навколомозолиста гілка, іноді анастомозує (з'єднується) з передньою мозковою артерією (ПМА)

## Клінічне значення

### Інсульт
- Контралатеральна втрата больових і температурних відчуттів.
- Дефекти поля зору (контралатеральна геміанопсія).
- Прозопагнозия з двосторонньою непрохідністю язичкової та веретеноподібної звивини.
- Верхній альтернуючий синдром (синдром Вебера)
- Іпсілатеральний дефіцит окорухового нерва,
- Контралатеральний дефіцит лицевого нерва (тільки нижня частина обличчя, верхня частина отримує двостороннюінервацію), блукаючого нерва і під'язикового нерва
- Синдром Горнера

### Периферійні кіркові гілки
- Гомонімна геміанопсія (часто верхня квадрантна): Шпорна борозна або оптичний тракт поблизу.
- Двостороння гомонімна геміанопсія, кіркова сліпота, усвідомлення або заперечення сліпоти; тактильна агнозія, ахроматопія (колірна сліпота), нездатність побачити рух (до-і-від), нездатність сприймати об'єкти у центрі поля зору, апраксія очних рухів, неможливість порахувати або перерахувати об'єкти, ігнорування побаченого: двостороннє ураження потиличної частки з можливим залученнямтім'яної частки.
- Вербальна дислексія безаграфії, колірна аномія: ураження шпорної борозни й задньої частини мозолистого тіла на домінуючій стороні .
- Ураження пам'яті: пошкодження Гіпокампу з обох сторін або на домінантній стороні.
- Топографічна дезорієнтація і прозопагнозія: зазвичай з ураженням недоминантної сторони, шпорна, й язичкова звивина.
- Двостороння агнозія, гемінеглект:  зорова кора домінуючої половини, контралатеральної півкулі.
- Неоформлені зорові галюцинації, педункулярний галюціноз, метаморфопсія (спотворення візуального об'єкта), телеопсія (уявне віддалення об'єкта), ілюзорне візуальне розширення, палінопсія (збереження зорового образу предмета після його зникнення з поля зору), спотворення обрисів, центральна світлобоязнь: Шпорна кора.
- Складні галюцинації: зазвичай недоминуюча півкуля.

### Центральні (гангліонарні) гілки
- Таламічний синдром: втрата чутливості (всіх модальностей), спонтанний біль і дізестезія, хореоатетоз, інтенційний тремор, спазми рук, помірний геміпарез, контралатеральна геміанестезія: постеровентральні ядра таламуса; залучення сусіднього субталамічного ядра або його аферентних шляхів.
- «Таламоперфорантний синдром»: перехресна мозочкова атаксія з іпсилатеральним паралічем окорухового (ІІІ) нерва (синдром Клода): Дентатоталамічний шлях і ураження окорухового нерва.
- Синдром Вебера: параліч окорухового (ІІІ) нерва та контралатеральна геміплегія:  ураження окорухового нерва й ніжки мозку.
- Контралатеральнагеміплегія: мозковий плодоніжки.
- Параліч або парез вертикального руху очей, косоокість, мляві зіничні реакції на світло, сильний міоз і птоз: Над'ядерні волокна окорухового нерва, інтерстиціальне ядро Кахаля, ядро Даркшевича і задня спайка.
- Контралатеральний ритмічний тремор, атаксія, інтенційний тремор; рубральний (червоноядерний тремор): Дентатоталамічний шлях.

## См. також
- Вілізієве коло
- Передня мозкова артерія
- Середня мозкова артерія
- Мозковий кровообіг

## Додаткові зображення
|  |